# Old Christine
Old Christine (The New Adventures of Old Christine) est une série télévisée américaine en 88 épisodes de 22 minutes créée par Kari Lizer, diffusée entre le 13 mars 2006 et le 12 mai 2010 sur CBS. 
En Belgique, la série est diffusée depuis le 30 décembre 2007 sur Plug RTL et en France depuis le 16 janvier 2008 sur Canal+.

## Synopsis
Christine Campbell (« Old » Christine) est une femme divorcée, mère d'un petit garçon et propriétaire d'une salle de gym, qui tente de concilier ses vies familiale et professionnelle au prix d'une organisation sans faille. Elle entretient de bonnes relations avec son ex-conjoint jusqu'au jour où ce dernier lui présente sa nouvelle petite amie qui s'appelle également Christine (« New » Christine).

## Fiche technique
- Titre français : Old Christine
- Titre original : The New Adventures of Old Christine
- Créateur : Kari Lizer
- Réalisation :
- Scénario :
- Décors :
- Costumes :
- Photographie :
- Montage :
- Musique :
- Casting :
- Direction artistique :
- Production : 
  - Production exécutive :
- Société de production :
- Société de distribution : CBS
- Format : Couleur - 1,78 : 1
- Pays d'origine :  États-Unis
- Langue originale : Anglais
- Genre : Sitcom, comédie dramatique
- Durée : 22 minutes

## Distribution

### Acteurs principaux
- Julia Louis-Dreyfus (V. F. : Anne Jolivet) : « Old » Christine Campbell
- Clark Gregg (V. F. : Jean-François Aupied) : Richard Campbell
- Trevor Gagnon (V. F. : Eugène Christo-Foroux) : Richard « Ritchie » Campbell
- Hamish Linklater (V. F. : Guillaume Lebon) : Matthew
- Wanda Sykes (V. F. : Françoise Vallon) : Barb
- Emily Rutherfurd (en) (V. F. : Chantal Baroin) : « New » Christine Hunter
- Tricia O'Kelley (V. F. : Rafaèle Moutier) : Marly Ehrhardt
- Alex Kapp Horner (V. F. : Véronique Desmadryl) : Lindsay

### Acteurs récurrents
- Amy Farrington (V. F. : Nathalie Regnier) : Ali (saison 1)
- Andy Richter (V. F. : Bernard Bollet) : Stan (saison 1)
- Matt Letscher (V. F. : Jean-François Pagès) : Burton (saison 1)
- Jamie Kaler (V. F. : Éric Dories) : Hugh (saison 1)
- Scott Bakula (V. F. : Guy Chapellier) : Jeff Hunter (saison 2)
- Nancy Lenehan (v : Véronique Rivière) : Principale Marcie Nunley (saison 2)
- Blair Underwood (V. F. : Bruno Dubernat) : Daniel Harris (saison 2)

- Version française
Société de doublage : Nice Fellow[1]
Direction artistique : Martine Meirhaeghe[1]
Adaptation des dialogues : Stéphane Salvetti et Philippe Lebeau[1]

Source V. F. : Doublage Séries Database

## Épisodes
| Saisons  | Nombre d'épisodes | Années      | Diffusion en France |
| -------- | ----------------- | ----------- | ------------------- |
| Saison 1 | 13                | 2006        | Canal+              |
| Saison 2 | 22                | 2006 - 2007 | Canal+              |
| Saison 3 | 10                | 2008        | indéterminée        |
| Saison 4 | 22                | 2008 - 2009 | indéterminée        |
| Saison 5 | 21                | 2009 - 2010 | indéterminée        |

## Réception

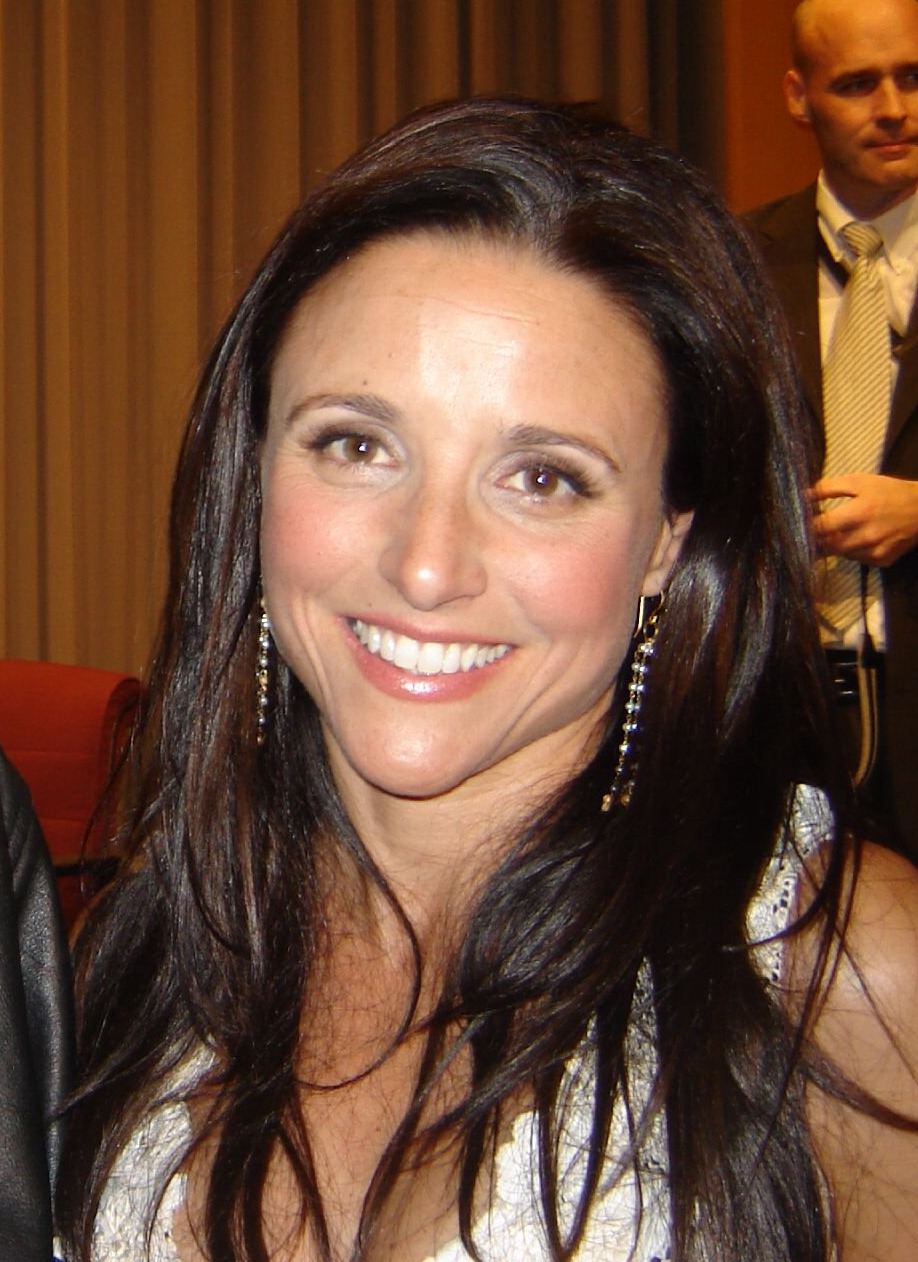
L'actrice principale Julia Louis-Dreyfus aux Emmy Awards 2007.

### Récompenses et nominations
- Emmy Award 2006 : Meilleure actrice dans une série comique pour Julia Louis-Dreyfus

Humanitas Prize 2007
- GLAAD Media Award 2009 : Meilleur épisode : Unidentified Funk.

## Commentaires
- Le 18 mai 2010, CBS a annoncé officiellement l'annulation de la série mais il était question d'une possible reprise par ABC[2].
Puis le 3 juin 2010, ABC annonce qu'elle ne reprendra pas la série et celle-ci s'arrête donc après ses 5 saisons[3].